# One Two One Two
One Two One Two è un programma radiofonico italiano, in onda su Radio Deejay dal 1994 e per tutti gli anni novanta, per poi tornare in produzione a partire dal 2012. Dal 6 aprile 2019 é trasmesso su Radiom2o ogni weekend dalle 19 alle 21 con la conduzione di Wad e la programmazione di DJ Val S.
Originariamente condotta da Albertino e J-Ax, la trasmissione è dedicata alla musica hip hop ed è stata presentata, nelle diverse edizioni, da numerosi rapper della scena italiana. Oggi il programma si occupa della scena musicale rap, trap, urban e hip-hop.
Il programma ha anche uno spin-off intitolato One Two One Two Selecta che va in onda dal lunedì al giovedì dalle 23 alle 00 su Radiom2o interamente mixato da DJ Val S.

## Storia
Il programma ha debuttato nel 1994 come naturale evoluzione di Venerdì rappa e andava in onda ogni giorno alle 15.30 su Radio Deejay. Interamente dedicata alla musica hip hop e inizialmente condotta da Albertino e J-Ax, nel corso delle stagioni è stata presentata da diversi esponenti del rap italiano, tra cui Neffa, gli Otierre con La Pina e i Colle der Fomento. Successivamente condotta da Irene Lamedica, la trasmissione ha poi cambiato titolo in Soulsista andando in onda con cadenza settimanale fino al 2010.
Dal 12 ottobre 2012 la trasmissione è tornata in onda ogni venerdì alle 21:00, con la prima puntata condotta come agli esordi da Albertino e J-Ax. In seguito, la trasmissione è stata affidata ai più noti rapper italiani della nuova generazione. Si sono susseguiti infatti Emis Killa, Ensi, Marracash, Fabri Fibra, i Club Dogo, Mondo Marcio, Dargen D'Amico, Clementino, Vacca, Gué Pequeno, Marco Mix, Fedez e Noyz Narcos.
Regista storico della trasmissione è Fabio B, che ha curato la parte tecnica di tutte le edizioni fin dagli esordi. Sono ricorrenti le rubriche fisse della trasmissione, come "The Get Down" curata da DJ Aladyn (dal 2016), o i momenti di freestyle proposti dai rapper conduttori o ospiti delle puntate, durante i quali non sono mancati dei dissing tra i protagonisti dell'hip hop italiani, come nel caso di Neffa contro Tormento.
Dal 2016, il conduttore è Wad, che sostituisce Emis Killa che aveva presentato il programma per due edizioni.
Per un breve periodo nel 2018 il programma ha avuto anche uno spin-off intitolato One Two One Two Fresh dedicato alla musica urban in onda il sabato sera su Radio Deejay sempre con la conduzione di Wad. 
Dal 2019 la trasmissione si sposta su Radiom2o il weekend dalle 17 alle 19. 

### Impatto sulla scena hip hop
La trasmissione è tenuta in ottima considerazione da parte della scena hip hop italiana, tanto che diversi artisti l'hanno citata nei loro brani. È il caso di Jack the Smoker in 5 momenti top, di Ensi in Era tutto un sogno e Lou X in Il vero nemico.